# 史高比耶要塞
史高比耶要塞是北馬其頓首都史高比耶舊城區的一座要塞，這座要塞位於史高比耶的至高點，俯視著發達河。史高比耶要塞是史高比耶的象徵之一，也出現在史高比耶的市徽當中。要塞在歷史上曾多次因地震被毀，最近一次重建是在1966年。

## 外部連結
- Official site dedicated to the Skopje Fortress